# Герасименко, Николай Афанасьевич
Никола́й Афана́сьевич Герасиме́нко (6 сентября 1923, Прохладный, ныне Кабардино-Балкария — 2 января 2010, Прохладный) — снайпер Великой Отечественной войны, полный кавалер ордена Славы.

## Биография
Родился 6 сентября 1923 года. в г. Прохладный Кабардино-Балкарии в семье кузнеца. Русский. Член КПСС с 1943 года. В 1934—1939 гг. воспитывался в детдоме в г. Будённовск Ставропольского края. Образование начальное. Работал токарем на маслозаводе в г. Прохладный. В Красной Армии с марта 1942 года. В действующей армии с июня 1942 года. Снайпер 91-го пограничного полка войск НКВД (8-я гвардейская армия, 3-й Украинский фронт) рядовой Герасименко с 26.01 по 2.02.1944 г. в боях на территории Запорожской области уничтожил 12 солдат и офицеров противника. 12.6.1944 г. награждён орденом Славы 3-й степени. На правом берегу реки Днестр в районе г. Бендеры поразил из снайперской винтовки 14 вражеских солдат и офицеров. 13 июля 1944 г. награждён орденом Славы III степени, 31 марта 1956г. перенаграждён орденом Славы I степени. В районе населённого пункта Вольбах (Австрия) 19.4.1945 г. истребил 17 вражеских солдат и офицеров, проявив при этом находчивость, смекалку и мужество. 13.5.1945 г. награждён орденом Славы II степени.
С 1951 г. — старшина. Демобилизован в 1953 г. Вернулся в г. Прохладный. Окончил горно-металлургический техникум в г. Владикавказ. Работал начальником отдела кадров вагонного депо. Почётный железнодорожник. Почётный гражданин г. Прохладного.

## Награды
- Орден Отечественной войны 1-й степени
- Орден Славы III степени (12 июня 1944 года)
- Орден Славы II степени (13 мая 1945 года)
- Орден Славы I степени
- медали:
  - в том числе две «За боевые заслуги»